# 熊田茜音
熊田茜音（日语：／ Kumada Akane，2000年2月3日—）日本女性聲優，東京都出身，Apollo Bay所属。

## 經歷
- 2017年，獲得ANISONG STARS聲優大獎冠軍。[2]
- 2020年1月29日於Lantis旗下歌手出道，出道單曲之表題曲同時用作熊田出演的電視動畫《織田肉桂信長》片頭曲[3]。
- 2020年4月1日移籍到Apollo Bay事務所[1]。
- 2021年1月8日與礒部花凜、堀內萬里菜、吉武千颯成立組合Healer Girls（ヒーラーガールズ）[4]。

## 作品

### 電視動畫
2018年
- 行星與共（布偶服組）
- 關於我轉生變成史萊姆這檔事（愛蓮[5]）

2019年
- KIRA KIRA HAPPY★ 打開吧！見習神仙精靈（七濑千春）
- 美妙射擊部（澀澤泉水[6]）

2020年
- 織田肉桂信長（尾田市子）
- 索瑪麗與森林之神（接待的魔女）
- 全員惡玉（實驗體、處刑課）

2021年
- 關於我轉生變成史萊姆這檔事 第2期（愛蓮）
- 關於我轉生變成史萊姆這檔事 轉生史萊姆日記（愛蓮）
- 開掛藥師的異世界悠閒生活～到異世界開藥房去～（米娜〈旁白〉）

2022年
- Healer Girl 歌癒少女（森嶋響[7]）

2023年
- 眾神眷顧的男人2（學生5）
- 英雄教室（阿爾蒂婭）
- 米奇與達利 惡童物語（女學生A）

2024年
- 轉生為第七王子，隨心所欲的魔法學習之路（雅莉婕[8]）
- 恰如細語般的戀歌（LIVE觀眾）
- 關於我轉生變成史萊姆這檔事 第3期（愛蓮）

## 外部連結
- 熊田茜音的X（前Twitter）（日語）
- 熊田茜音的Instagram帳戶（日語）